# Massa Fiscaglia

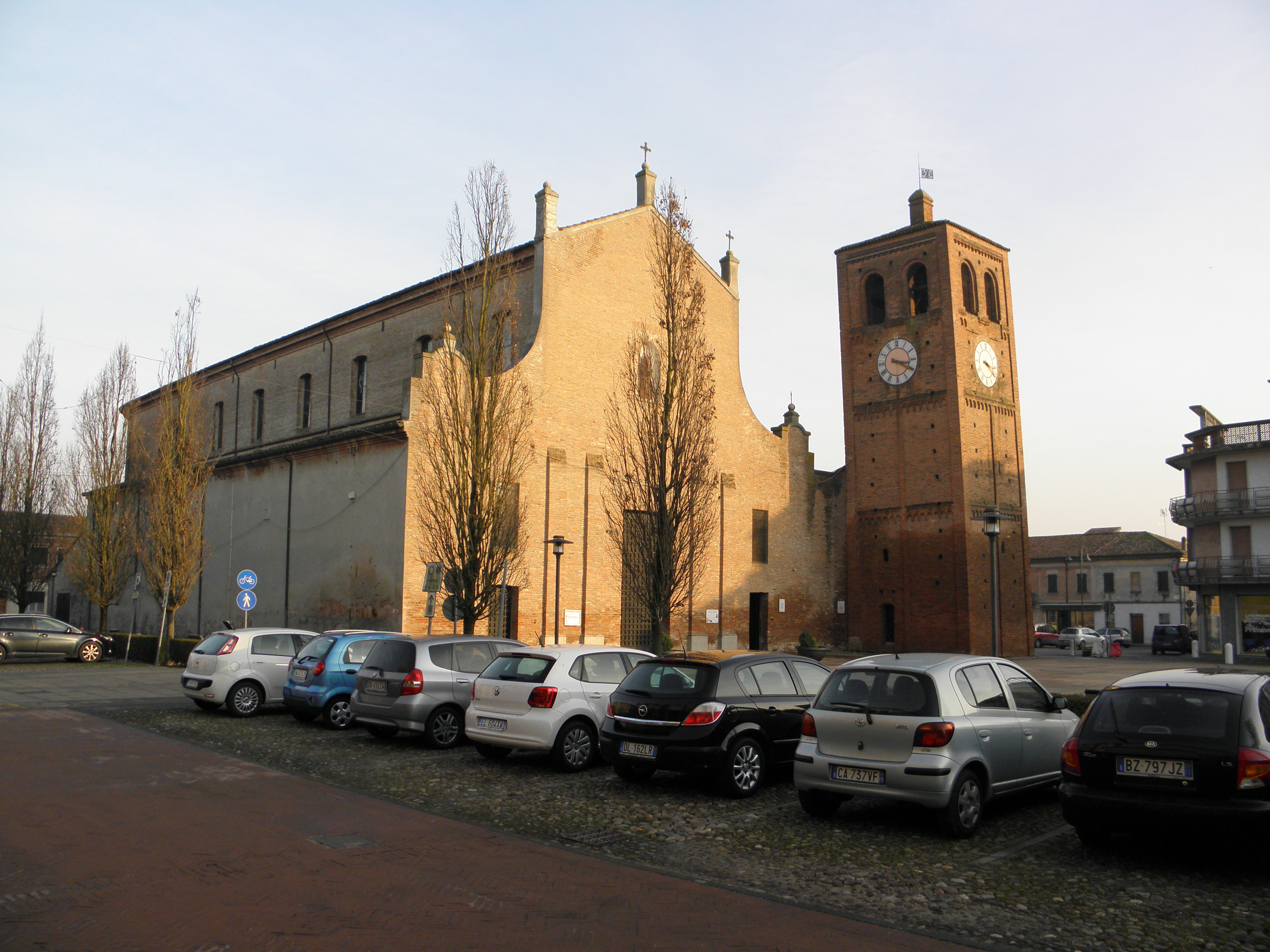
Igreja dos Santi Pietro e Giacomo, datada do século XVIII, com a torre sineira ao lado.

Massa Fiscaglia é uma comuna italiana da região da Emília-Romanha, província de Ferrara, com cerca de 3.819 habitantes. Estende-se por uma área de 57 km², tendo uma densidade populacional de 67 hab/km². Faz fronteira com Codigoro, Lagosanto, Migliarino, Migliaro, Ostellato.

## Demografia
| Variação demográfica do município entre 1861 e 2011                               |
|                                                                                   |
| Fonte: Istituto Nazionale di Statistica (ISTAT) - Elaboração gráfica da Wikipedia |